# Łokomotyw Kupiańsk
Łokomotyw Kupiańsk (ukr. Футбольний клуб «Локомотив» Куп'янськ, Futbolnyj Kłub "Łokomotyw" Kupianśk) – ukraiński klub piłkarski z siedzibą w Kupiańsku, w obwodzie charkowskim.

## Historia
Chronologia nazw:
- 1923—...: Łokomotyw Kupiańsk (ukr. «Локомотив» Куп'янськ)

Piłkarska drużyna Łokomotyw została założona w mieście Kupiańsk w 1923 roku. Zespół występował w rozgrywkach mistrzostw i Pucharu obwodu charkowskiego. Na początku lat 90. XX wieku klub został rozwiązany. W 1997 został odrodzony.
W 2004 debiutował w rozgrywkach Amatorskiej Lihi, w której zajął najpierw trzecie miejsce w 3 grupie, a potem w turnieju finałowym piąte miejsce. W następnym sezonie zajął ostatnie, piąte miejsce w grupie B. W 2006 najpierw zajął trzecie miejsce w 4 grupie, potem w turnieju finałowym 5-6 miejsce. W 2007 był pierwszy w 5 grupie, potem w turnieju finałowym przegrał w meczu o trzecie miejsce.
Również kontynuuje występy w rozgrywkach Mistrzostw i Pucharu obwodu, gdzie zdobył wiele sukcesów.
W 2012 zdobył brązowe medale w Amatorskiej Lidze.

## Sukcesy
- Amatorska Liha:
  - brązowy medalista: 2008, 2012
- mistrzostwo obwodu charkowskiego
  - mistrz (9x): 2001, 2003, 2005, 2006, 2007, 2008, 2009, 2010, 2011
  - wicemistrz (6x): 1948, 1965, 1967, 1968, 1998, 2004
  - brązowy medalista (4x): 1964, 1996, 1997, 2002
- Puchar obwodu charkowskiego
  - zdobywca (6x): 2003, 2004, 2005, 2007, 2008, 2009